# عروة صيفية
في الزراعة يستعمل مصطلح العروة الصيفية للدلالة على موسم قطاف المحصول خلال أشهر فصل الصيف (تموز وآب وأيلول). يستعمل هذا المصطلح في حالة محاصيل الخضراوات التي تزرع خلال شهري شباط وآذار (ونيسان في المناطق المعرضة للصقيع) (مثل البندورة والخيار).